# Karoo

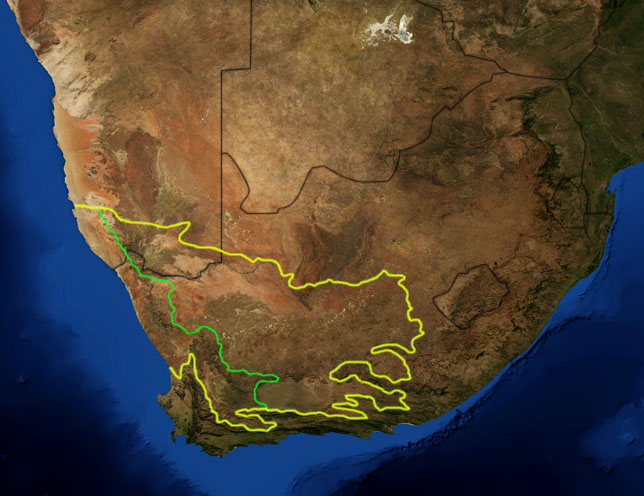
Biom som uppkallas efter Karoo: Succulent Karoo (väster om den gröna linjen och Nama Karoo öster därom).

Karoo eller Karroo är ett stäpp- och halvökenområde i södra och västra Sydafrika. Little Karoo, på 300 till 500 meters höjd, avgränsas av Langeberge i söder och Swartberge i norr. Norr därom följer Central eller Great Karoo, på cirka 600 till 1 000 meters höjd, och vidare Northern eller Upper Karoo upp mot Oranjefloden, 1 100 till 1 300 meter över havet. Landskapet är mycket ensartat och vegetationsfattigt, men efter ett av de sällsynta regnfallen här kan det spira en mängd växter. Området nyttjas till bete för får och getter.

## Galleri

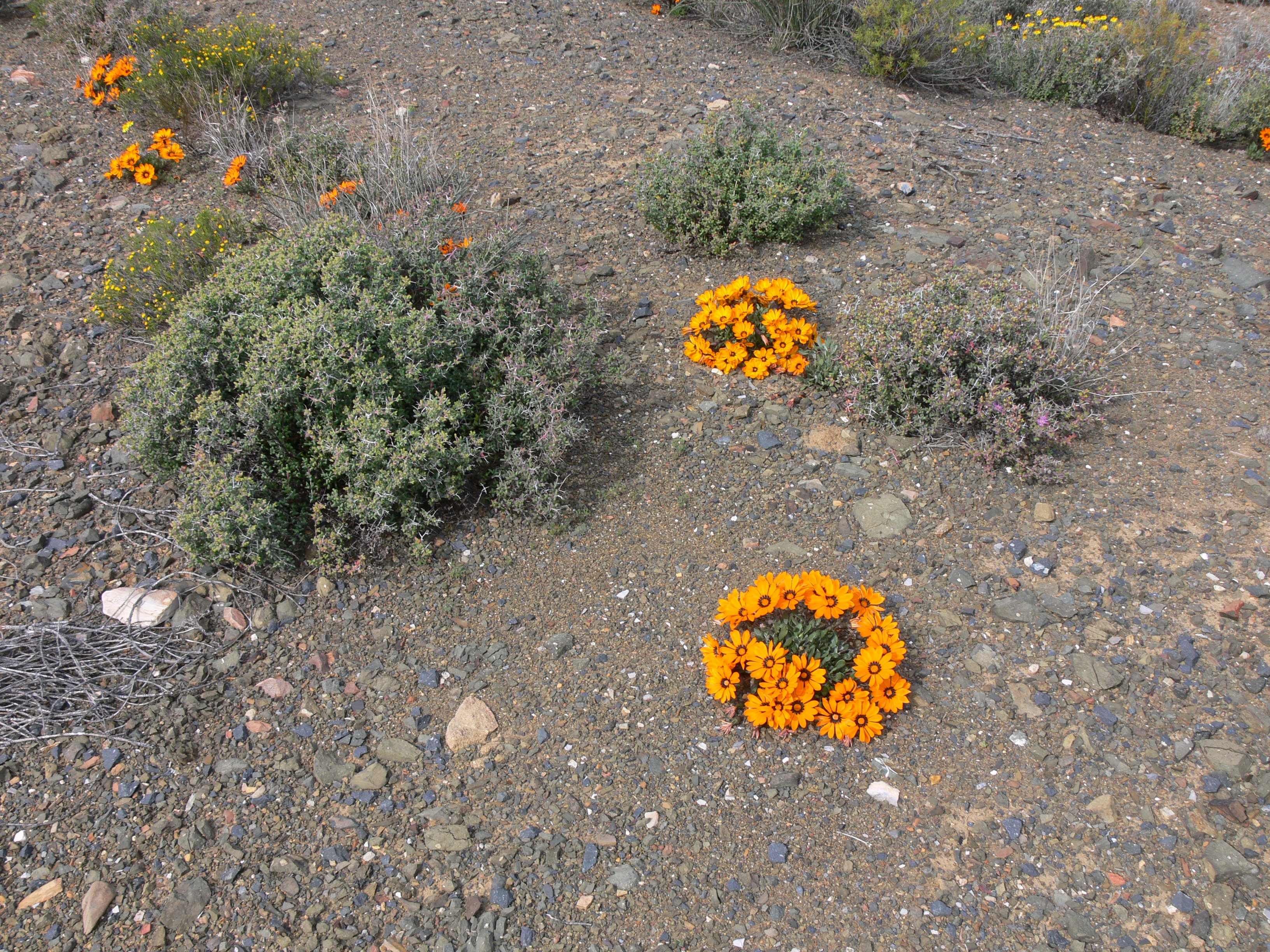
Laingsburg
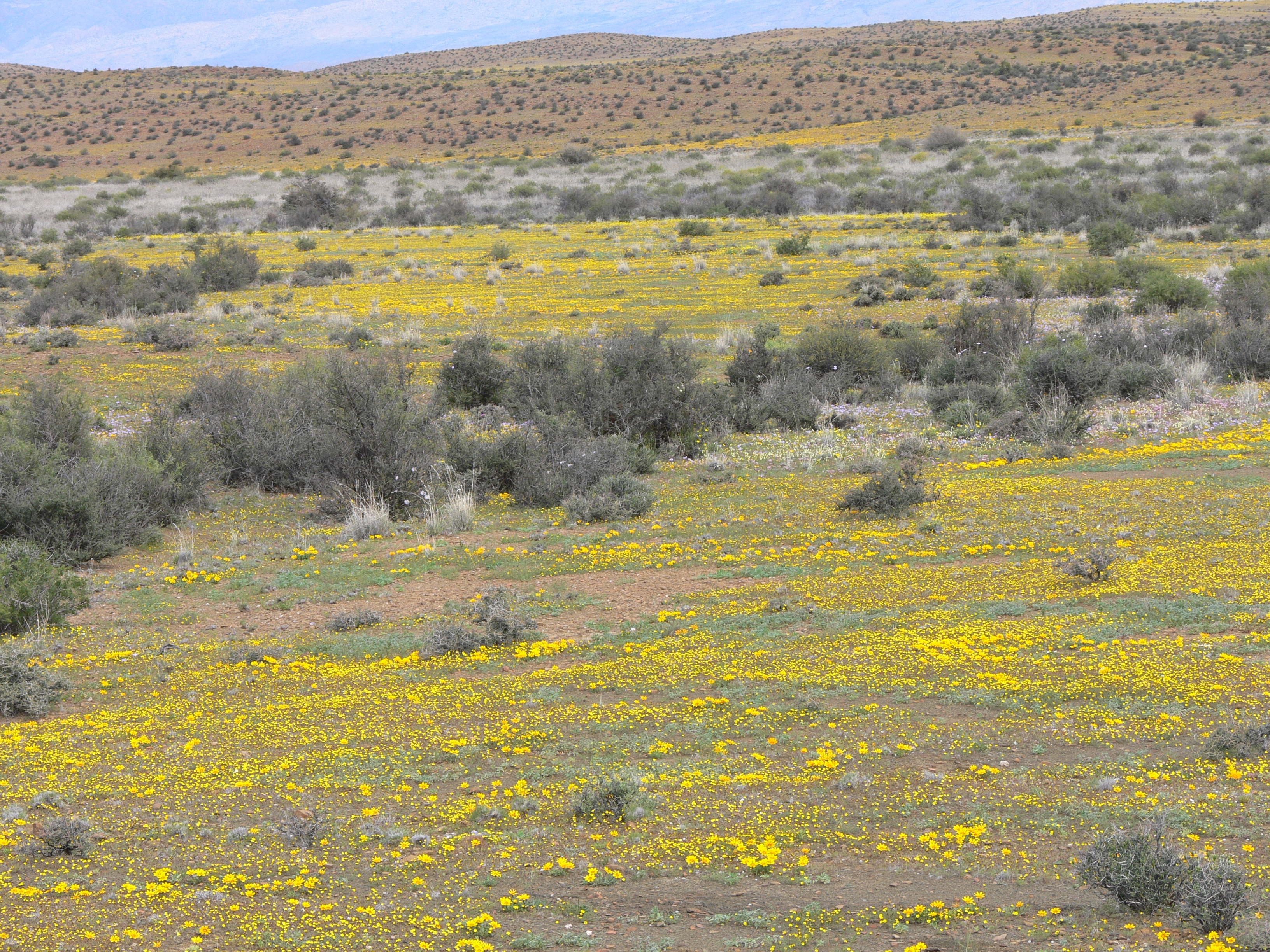
Laingsburg
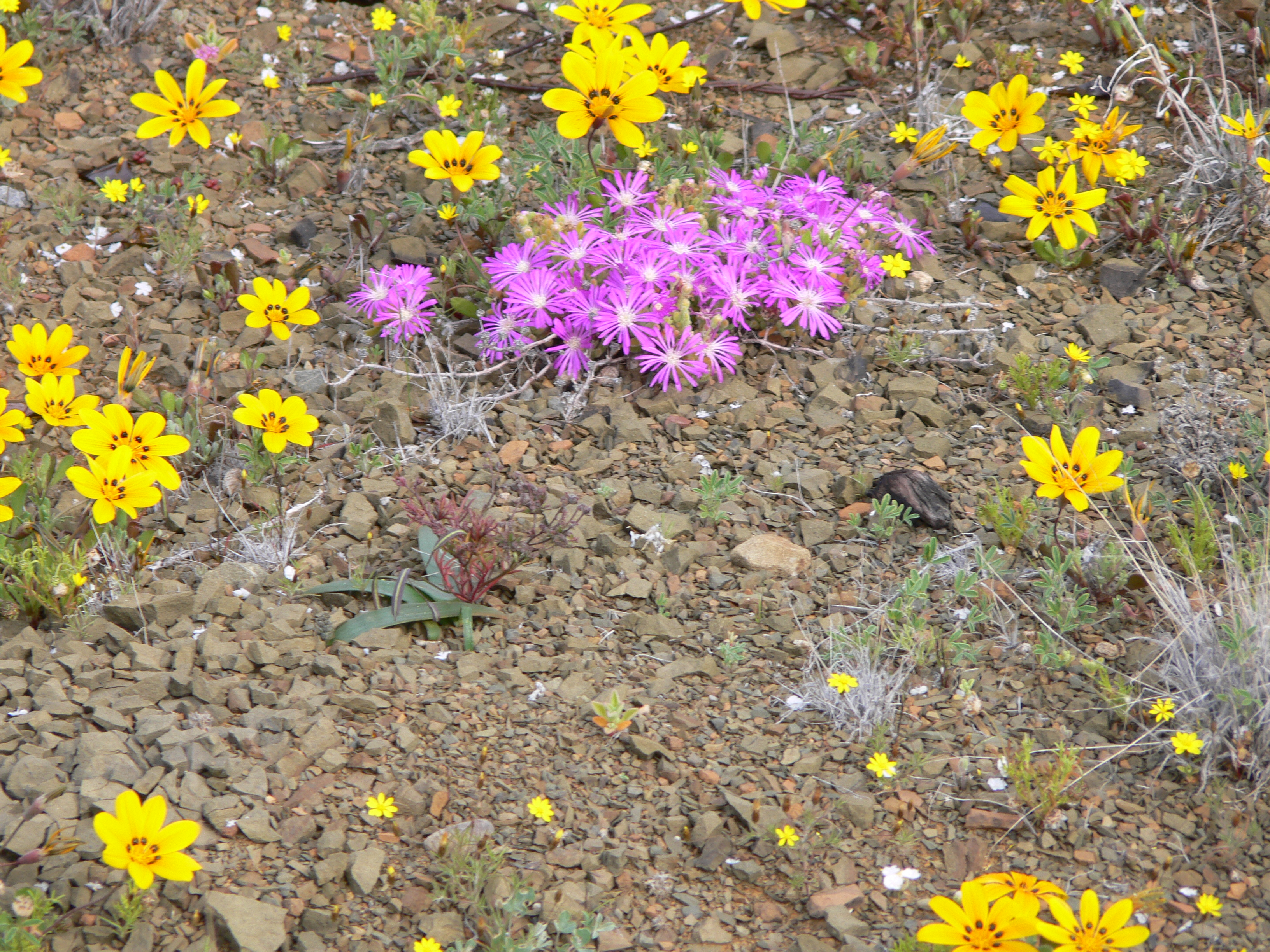
Laingsburg
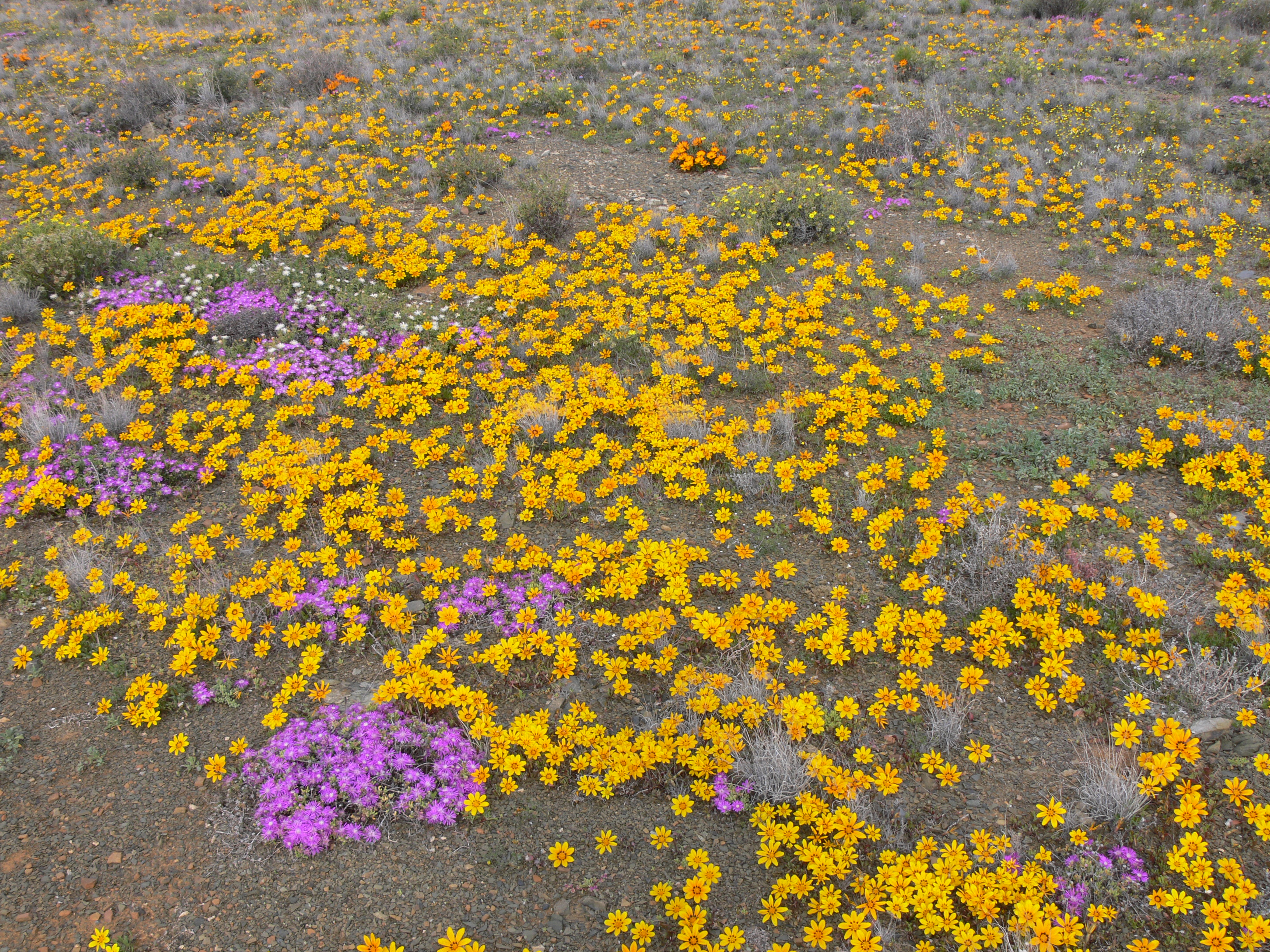
Laingsburg
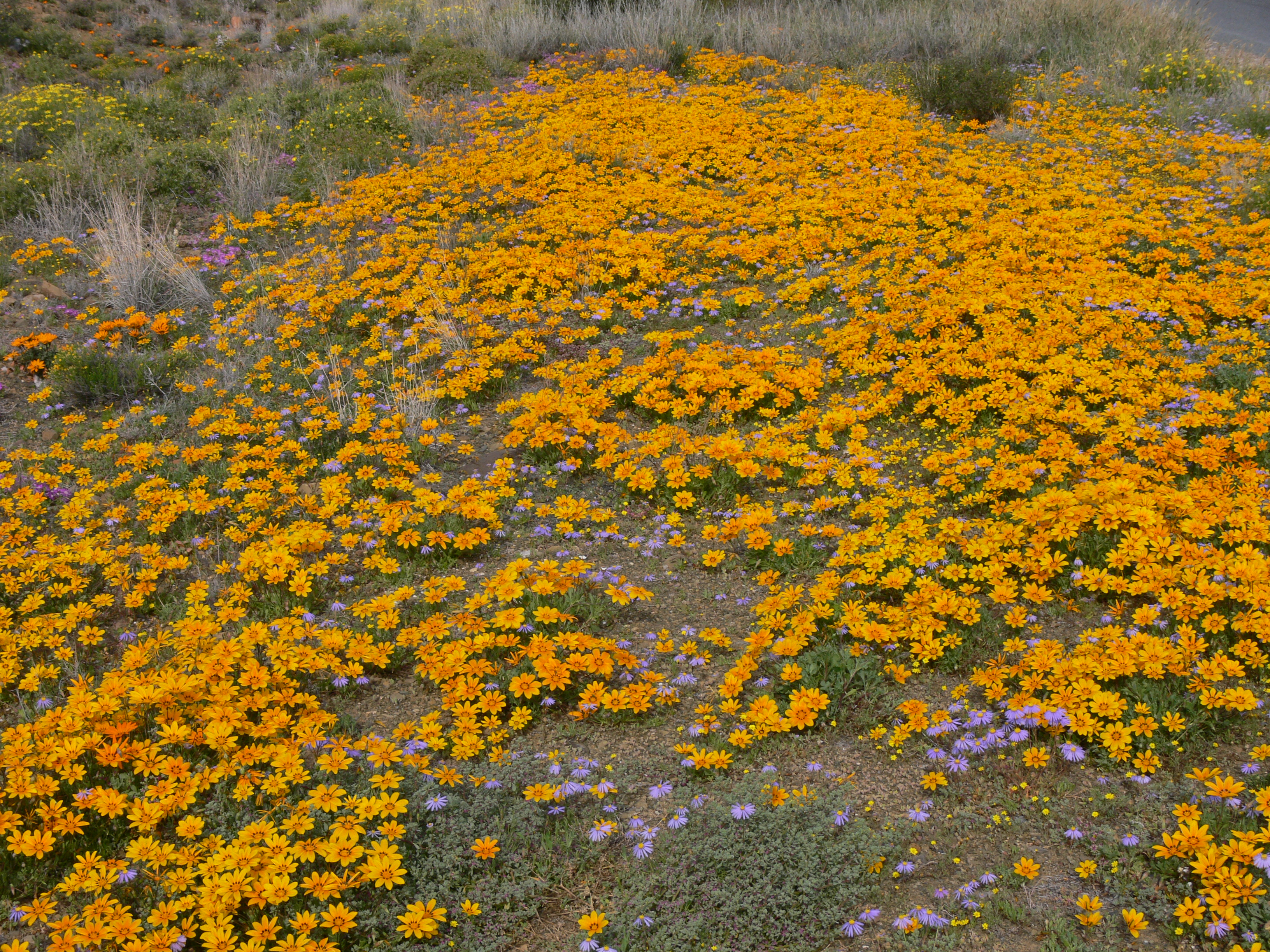
Laingsburg
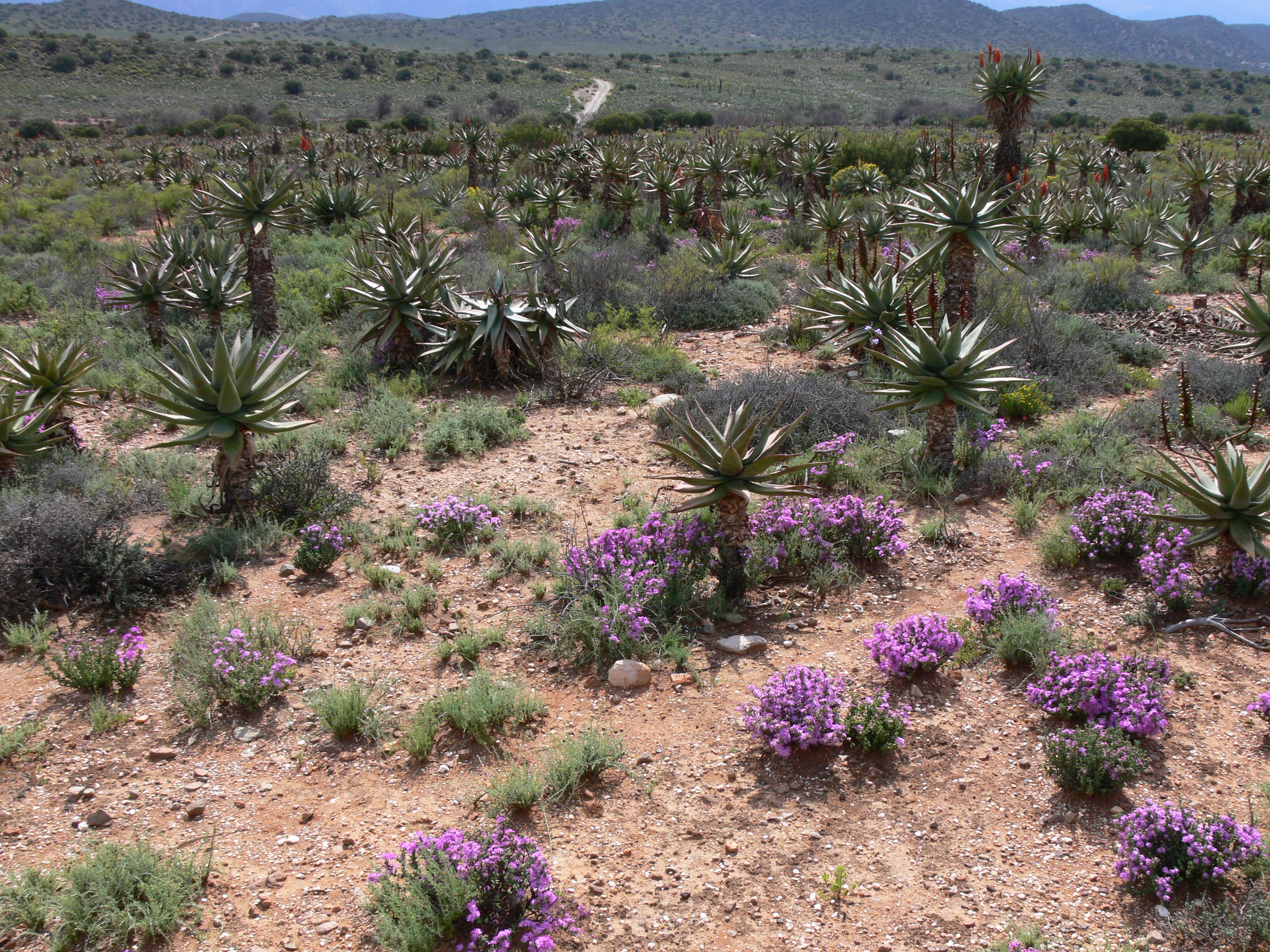
Willowmore
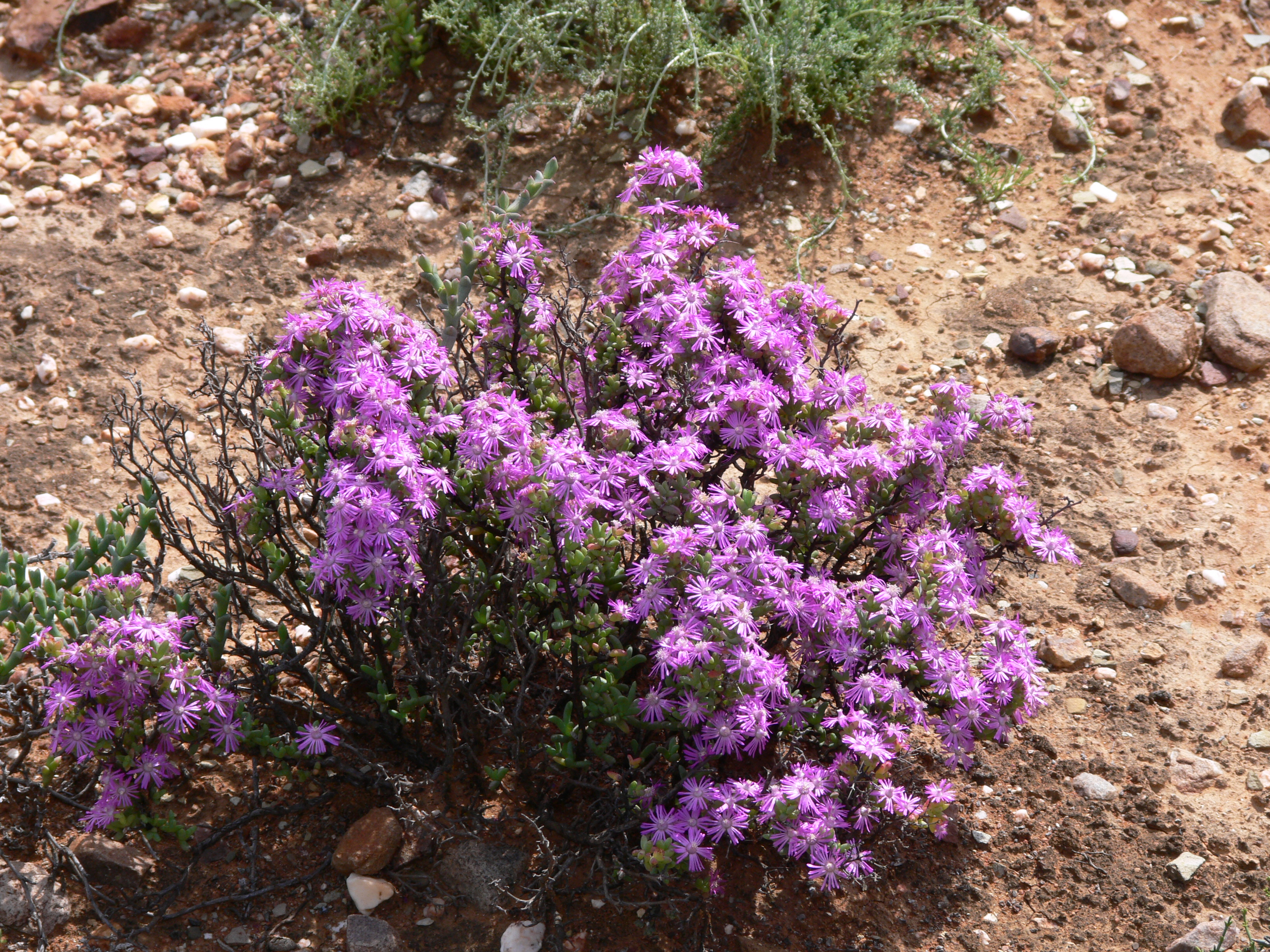
Willowmore